# برف‌مرز
برف‌مرز یا خط برف (به انگلیسی: Snow line) به مرز نواحی پوشیده از برف و پهنه‌های بدون برف گفته می‌شود. برف‌مرز ممکن است فصلی باشد و ارتفاع قرارگیری آن در فصل‌های سال تغییر کند. برف‌مرز دائمی به خطی گفته می‌شود که در بالای آن، برف در تمام طول سال ذوب نشده و باقی می‌ماند.

## پیش‌زمینه
تعریف‌های ارائه‌شده از برف‌مرز ممکن است از نظر زمانی و فضایی متفاوت باشند. رد بسیاری از مناطق تغییرات برف‌مرز نشان‌دهنده تغییر فصل‌هاست. بالاترین ارتفاع برف‌مرز در یک محیط کوهستانی در پایان فصل ذوب برف ناشی از تغییرپذیری اقلیم است و بنابراین ممکن است در سال‌های گوناگون ارتفاع برف‌مرز متفاوت باشد. برف‌مرز با استفاده از دوربین‌های اتوماتیک، عکس‌های هوایی و تصاویر ماهواره‌ای اندازه‌گیری می‌شود. به دلیل امکان‌پذیر بودن تشخیص و تعیین برف‌مرز بدون اندازه‌گیری‌های زمینی، این کار در مناطق دور از دسترس و صعب‌العبور نیز می‌تواند انجام شود، بنابراین برف‌مرز به موضوعی مهم در مدل‌های هیدرولوژیکی تبدیل شده‌است.
میانگین ارتفاع یک برف‌مرز گذرا به نام «برف‌مرز اقلیمی» شناخته می‌شود و پارامتری مهم در تقسیم‌بندی مناطق بر اساس شرایط اقلیمی محسوب می‌شود. مرز میان منطقه انباشتگی برف و یخ و منطقه تخریب و فرسایش در یخچال‌های طبیعی، «برف‌مرز سالانه» نامیده می‌شود. منطقه یخچالی پایین‌تر از این برف‌مرز در فصل پیشین ذوب شده‌است. اصطلاح «برف‌مرز کوهستانی» نیز برای اشاره به برف‌مرز در سطوح غیریخچالی به‌کار می‌رود. اصطلاح «برف‌مرز منطقه‌ای» برای تشریح مناطق بزرگ مورد استفاده قرار می‌گیرد و «برف‌مرز دائمی» برای تعیین مرزی به کار می‌رود که در بالای آن برف در تمام طول سال باقی می‌ماند.

## برف‌مرزها در مناطق مختلف جهان
تأثیرات دو عامل ارتفاع و عرض جغرافیایی تعیین‌کننده موقعیت برف‌مرز در یک منطقه مشخص است. برف‌مرز در مناطق استوایی معمولاً در ارتفاع ۴٬۵۰۰ متری از سطح آب‌های آزاد قرار دارد. با حرکت به سمت مدارهای رأس‌السرطان و رأس‌الجدی ارتفاع برف‌مرز افزایش می‌یابد. در کوه‌های هیمالیا مرز برف‌های دائمی در ارتفاع ۵٬۷۰۰ متری قرار دارد، در حالی که بر روی مدار رأس‌الجدی هیچ برف‌مرز دائمی در سراسر کوه‌های آند به دلیل خشکی زیاد و کمبود شدید رطوبت وجود ندارد. در سرزمین‌های بالاتر از مناطق مداری با افزایش عرض جغرافیایی ارتفاع برف‌مرز به‌طور پیوسته پایین می‌آید، به‌گونه‌ای که در نقاط مرتفع کوه‌های آلپ به کمتر از ۳۰۰۰ متر رسیده و در کلاهک‌های یخی در نزدیکی مناطق قطبی، ارتفاع برف‌مرز به سطح دریا می‌رسد.
فاصله نسبی از دریا و ساحل نیز می‌تواند بر ارتفاع برف‌مرز تأثیر بگذارد. در مناطق نزدیک به ساحل نسبت به مناطقی در درون خشکی‌ها که در همان ارتفاع و عرض جغرافیایی قرار دارند به دلیل بارش برف زمستانه بیشتر و هچنین میانگین دمای تابستانه کمتر در مناطق ساحلی، برف‌مرز در ارتفاع کمتری قرار دارد.
همچنین جریان‌های اقیانوسی بزرگ‌مقیاس نیز می‌توانند اثری مشخص بر مناطق وسیع بر جای بگذارند که در تغییر برف‌مرزها مؤثر است، مانند جریان اطلس شمالی که باعث گرم‌شدن شمال اروپا شده و حتی برخی از مناطق مجاور اقیانوس منجمد شمالی را تحت تأثیر قرار می‌دهد.

## رکوردها
اوخوس دل سالادو بلندترین کوه در دنیا به‌شمار می‌رود که در زیر برف‌مرز قرار دارد.

## برف‌مرزها در ایران
مرز زیرین برف‌مرزهای دائمی در ایران شمالی در حدود ارتفاع ۴۲۰۰ متری و در ایران مرکزی و جنوبی در حدود ۴۸۰۰ تا ۵۰۰۰ متر است. این وضعیت باعث شده تا قلمرو گسترش یخچال‌های کوهستانی به قله‌های مرتفع کوه‌های البرز و سبلان محدود شود. چون در هیچ نقطه‌ای از ایران مرکزی و جنوبی ارتفاع کوهستان‌ها به برف‌مرزها دائمی در حال حاضر (۴۸۰۰ تا ۵۰۰۰ متر) نمی‌رسند، بنابراین هیچ اثری از عملکرد یخچال‌های کوهستانی در این نواحی به چشم نمی‌خورد. البته این امکان وجود دارد که به دلیل شرایط توپوگرافی، در برخی از کوهستان‌های زاگرس مرتفع مانند زردکوه و دنا به علت تغذیه نسبتاً فراوان در فصل سرد، برف‌های چندساله در ته دره‌های فرعی حاشیه قله‌ها باقی بماند ولی این برف‌های یخی (نِوِه) نقش چندانی در تحول ناهمواری‌ها ندارند.

## سطوح تقریبی برف‌مرز
| محل                       | عرض جغرافیایی | ارتفاع برف‌مرز |
| سوالبار                   | ۷۸° شمالی     | ۳۰۰–۶۰۰ متر   |
| گرینلند                   | ۷۰° شمالی     | ۱۰۰–۵۰۰ متر   |
| اسکاندیناوی در مدار قطبی  | ۶۷° شمالی     | ۱۰۰۰–۱۵۰۰ متر |
| ایسلند                    | ۶۵° شمالی     | ۷۰۰–۱۱۰۰ متر  |
| سیبری شرقی                | ۶۳° شمالی     | ۲۳۰۰–۲۸۰۰ متر |
| اسکاندیناوی جنوبی         | ۶۲° شمالی     | ۱۲۰۰–۲۲۰۰ متر |
| Alaska Panhandle          | ۵۸° شمالی     | ۱۰۰۰–۱۵۰۰ متر |
| شبه‌جزیره کامچاتکا (ساحلی) | ۵۵° شمالی     | ۷۰۰–۱۵۰۰ متر  |
| کامچاتکا (داخلی)          | ۵۵° شمالی     | ۲۰۰۰–۲۸۰۰ متر |
| آلپ (دامنه‌های شمالی)      | ۴۸° شمالی     | ۲۵۰۰–۲۸۰۰ متر |
| آلپ مرکزی                 | ۴۷° شمالی     | ۲۹۰۰–۳۲۰۰ متر |
| آلپ (دامنه‌های جنوبی)      | ۴۶° شمالی     | ۲۷۰۰–۲۸۰۰ متر |
| رشته‌کوه قفقاز             | ۴۳° شمالی     | ۲۷۰۰–۳۸۰۰ متر |
| پیرنه                     | ۴۳° شمالی     | ۲۶۰۰–۲۹۰۰ متر |
| Gran Sasso d'Italia       | ۴۲° شمالی     | ۲۶۰۰–۲۸۰۰ متر |
| Pontic Mountains          | ۴۱° شمالی     | ۳۸۰۰–۴۳۰۰ متر |
| کوه‌های راکی               | ۴۰° شمالی     | ۲۱۰۰–۳۳۵۰ متر |
| قراقروم                   | ۳۶° شمالی     | ۵۴۰۰–۵۸۰۰ متر |
| Transhimalaya             | ۳۲° شمالی     | ۶۳۰۰–۶۵۰۰ متر |
| هیمالیا                   | ۲۸° شمالی     | ۶۰۰۰ متر      |
| اوریزابا                  | ۱۹° شمالی     | ۵۱۰۰–۵۵۰۰ متر |
| کریستوبال کولون           | ۱۱° شمالی     | ۵۰۰۰–۵۵۰۰ متر |
| Rwenzori Mountains        | ۱° شمالی      | ۴۷۰۰–۴۸۰۰ متر |
| کوه کنیا                  | ۰°            | ۴۶۰۰–۴۷۰۰ متر |
| کوه‌های آند در اکوادور     | ۱° جنوبی      | ۴۸۰۰–۵۰۰۰ متر |
| New Guinea Highlands      | ۲° جنوبی      | ۴۶۰۰–۴۷۰۰ متر |
| کلیمانجارو                | ۳° جنوبی      | ۵۵۰۰–۵۶۰۰ متر |
| کوه‌های آند در بولیوی      | ۱۸° جنوبی     | ۶۰۰۰–۶۵۰۰ متر |
| کوه‌های آند در شیلی        | ۳۰° جنوبی     | ۵۸۰۰–۶۵۰۰ متر |
| Mount Ruapehu, نیوزیلند   | ۳۷° جنوبی     | ۲۵۰۰–۲۷۰۰ متر |
| آلپ جنوبی، نیوزیلند       | ۴۳° جنوبی     | ۱۶۰۰–۲۷۰۰ متر |
| تیرا دل فوئگو             | ۵۴° جنوبی     | ۸۰۰–۱۳۰۰ متر  |
| جنوبگان                   | ۷۰° جنوبی     | ۰–۴۰۰ متر     |